# Église Saint-Pierre-Chanel de Rillieux-la-Pape
Pour les articles homonymes, voir Église Saint-Pierre-Chanel.
L’église Saint-Pierre-Chanel est située sur la commune de Rillieux-la-Pape dans le département du Rhône, en France,. Elle est nommée d’après saint Pierre Chanel.

## Description
Elle a été construite dans le cadre de l’Œuvre des Chantiers du Cardinal.
Cette église a été construite en 1974.

## Historique
En cette église a eu lieu le 6 octobre 2017 une veillée de prières en hommage aux victimes de l’attaque par arme blanche à la gare Saint-Charles de Marseille,.
Le samedi 3 octobre 2020, une voiture est projetée contre un mur latéral, occasionnant un début d’incendie.